# HK Rostov
Hockeyklub Rostov (russisk: Хоккейный Клуб Ростов) er en professionel russisk ishockeyklub fra Rostov ved Don, som har hjemmebane i Ice Arena. Klubben blev stiftet i 2005, og siden 2019 har den spillet i den næstbedste russiske ishockeyliga, VHL, hvor holdet to gange har været i ottendedelsfinalen i slutspillet.
Tidligere har holdet spillet i den tredjebedste række, to sæsoner i RHL og fire sæsoner i VHL-B. I VHL-B vandt HK Rostov grundspillet alle fire sæsoner, og to gange vandt klubben også slutspillet. Efter den sidste slutspilssejr i 2019 blev holdet rykket op i VHL.

## Historie
Tekst mangler, hjælp os med at skrive teksten

## Titler og medaljer

### Nationale turneringer
RHL (niveau 3)
- Guld (1): 2014-15.

 VHL-B (niveau 3)
- Guld (2): 2016-17, 2018-19.
- Sølv (1): 2015-16.

## Sæsoner

### RHL(2013-15)
RHL var den tredjebedste russiske række.
| RHL     | RHL       | RHL       | RHL       | RHL       | RHL       | RHL       | RHL       | RHL       | RHL       | RHL                                        | RHL  |
| Sæson   | Grundspil | Grundspil | Grundspil | Grundspil | Grundspil | Grundspil | Grundspil | Grundspil | Grundspil | Slutspil                                   | Ref. |
| Sæson   | Division  | Plac.     | K         | V         | Vo        | To        | T         | Målscore  | Point     | Slutspil                                   | Ref. |
| ------- | --------- | --------- | --------- | --------- | --------- | --------- | --------- | --------- | --------- | ------------------------------------------ | ---- |
| 2013-14 | Zone vest | 4/9       | 48        | 23        | 9         | 2         | 14        | 183-139   | 89        | Zone-semifinalist (Slavutitj Smolensk 1-3) |      |
| 2014-15 | -         | 2/9       | 48        | 31        | 6         | 3         | 8         | 225-115   | 108       | Vinder (CSK VVS Samara 3-0)                |      |

### VHL-B(2015-19)
I 2015 blev ansvaret for den tredjebedste række overdraget fra Ruslands ishockeyforbund til VHL, og rækken blev i første omgang afviklet under navnet VHL Mesterskab, der skiftede navn til "VHL-B".
| VHL-B   | VHL-B       | VHL-B     | VHL-B     | VHL-B     | VHL-B     | VHL-B     | VHL-B     | VHL-B     | VHL-B     | VHL-B                                          | VHL-B |
| Sæson   | Grundspil   | Grundspil | Grundspil | Grundspil | Grundspil | Grundspil | Grundspil | Grundspil | Grundspil | Slutspil                                       | Ref.  |
| Sæson   | Division    | Plac.     | K         | V         | Vo        | To        | T         | Målscore  | Point     | Slutspil                                       | Ref.  |
| ------- | ----------- | --------- | --------- | --------- | --------- | --------- | --------- | --------- | --------- | ---------------------------------------------- | ----- |
| 2015-16 | Første fase | 1/9       | 32        | 24        | 3         | 2         | 3         | 136-68    | 80        | Finalist (HK Tambov 1-4)                       |       |
| 2015-16 | Finalepulje | 1/5       | 16        | 9         | 2         | 2         | 3         | 63-49     | 113       | Finalist (HK Tambov 1-4)                       |       |
| 2016-17 | -           | 1/10      | 54        | 33        | 5         | 7         | 9         | 181-130   | 116       | Vinder (Slavutitj Smolensk 4-1)                |       |
| 2017-18 | -           | 1/9       | 48        | 29        | 8         | 3         | 8         | 162-106   | 106       | Nr. 4, tabt bronzekamp (Mordovija Saransk 0-2) |       |
| 2018-19 | -           | 1/9       | 48        | 39        | 4         | 1         | 4         | 202-100   | 87        | Vinder (Mordovija Saransk 4-0)                 |       |

### VHL(2019-)
I 2019 blev HK Rostov optaget i den næstbedste russiske liga, VHL. 
| VHL     | VHL        | VHL       | VHL       | VHL       | VHL       | VHL       | VHL       | VHL       | VHL       | VHL                                     | VHL  |
| Sæson   | Grundspil  | Grundspil | Grundspil | Grundspil | Grundspil | Grundspil | Grundspil | Grundspil | Grundspil | Slutspil                                | Ref. |
| Sæson   | Division   | Plac.     | K         | V         | Vo        | To        | T         | Målscore  | Point     | Slutspil                                | Ref. |
| ------- | ---------- | --------- | --------- | --------- | --------- | --------- | --------- | --------- | --------- | --------------------------------------- | ---- |
| 2019-20 | Division B | 5/9       | 54        | 13        | 9         | 6         | 26        | 114-151   | 50        | Ikke kvalificeret                       |      |
| 2020-21 | -          | 14/26     | 50        | 17        | 7         | 9         | 17        | 120-116   | 57        | Ottendedelsfinalist (Dizel Penza 0-4)   |      |
| 2021-22 | -          | 10/27     | 52        | 26        | 5         | 7         | 14        | 154-138   | 69        | Ottendedelsfinalist (Lada Toljatti 2-4) |      |
| 2022-23 | -          | 20/26     | 50        | 13        | 6         | 9         | 22        | 118-154   | 47        | Ikke kvalificeret                       |      |
| 2023-24 | -          | 27/29     | 56        | 8         | 4         | 9         | 35        | 118-191   | 33        | Ikke kvalificeret                       |      |

## Trænere
Tekst mangler, hjælp os med at skrive teksten